# The Young Ones (ścieżka dźwiękowa)
The Young Ones – ścieżka dźwiękowa Cliffa Richarda, zespołu the Shadows i Ronalda Cassa do filmu Chcemy się bawić. Album dotarł do miejsca pierwszego na brytyjskiej liście UK Albums Chart. Jest to jedna z siedmiu jego płyt długogrających, które znalazły się na najwyższej pozycji wyspiarskiego zestawienia.

## Lista utworów
Wszystkie utwory napisane przez Cliffa Richarda i the Shadows, z wyjątkiem zaznaczonych.
| 1.  | „Friday Night”                                       | 2:50  |
|     |                                                      |       |
| 2.  | „Got a Funny Feeling” (Bill Marvin/Bruce Welch)      | 2:54  |
|     |                                                      |       |
| 3.  | „The Young Ones ” (Norrie Paramor)                   | 3:09  |
|     |                                                      |       |
| 4.  | „Nothing's Impossible”                               | 3:27  |
|     |                                                      |       |
| 5.  | „No One For Me But Nicky” (Brian Bennett/Sid Tepper) | 3:24  |
|     |                                                      |       |
| 6.  | „What D'You Know, We've Got a Show”                  | 5:39  |
|     |                                                      |       |
| 7.  | „Lessons in Love” (Sy Soloway/Shirley Wolfe)         | 2:48  |
|     |                                                      |       |
| 8.  | „All For One”                                        | 4:50  |
|     |                                                      |       |
| 9.  | „Peace Pipe” (Lionel Bart)                           | 2:11  |
|     |                                                      |       |
| 10. | „Vaudeville Routine” (Roy Bennett/Sid Tepper)        | 2:20  |
|     |                                                      |       |
| 11. | „Mambo: Just Dance/Mood Mambo”                       | 3:01  |
|     |                                                      |       |
| 12. | „The Savage” (N. Paramor)                            | 2:24  |
|     |                                                      |       |
| 13. | „We Say Yeah!” (B. Marvin/B. Welch)                  | 2:11  |
|     |                                                      |       |
|     |                                                      | 41:08 |
|     |                                                      |       |

## Personel
- Cliff Richard – główny wokalista
- Hank Marvin – gitara prowadząca
- Bruce Welch – gitara rytmiczna
- Jet Harris – gitara basowa
- Tony Meehan – perkusja
- Ronald Cass – kompozytor
- Mike Sammes Singers – wokaliści wspomagający

## Album na listach
| Zestawienie     | Kraj            | Pozycja |
| --------------- | --------------- | ------- |
| UK Albums Chart | Wielka Brytania | 1       |